# Intermarché
Intermarché（法語發音：[ɛ̃tɛʁmaʁʃe]），是一家总部位于法国邦杜夫勒的大型零售商。

## 历史
1969年，原E.Leclerc超市员工让-皮埃尔·勒罗克在辞职后开设了一家以“EX Offices”命名的杂货店，并于1973年更名为“Intermarché”。此后，让-皮埃尔·勒罗克创建了火枪手集团，并在其旗下开辟了多个不同经营领域的商场。2009年，火枪手集团与Intermarché合并。

## 运营
截至2021年12月，Intermarché共有1840家连锁门店，覆盖了法国本土及海外所有省份，以及波兰、罗马尼亚等国。

## 赞助商
Intermarché参与了多个体育团体及项目的赞助，包括法国橄榄球甲级联赛。

## 轶事
2018年1月，Intermarché推出Nutella巧克力酱的促销活动，其售价仅为原价的30%，引发多家连锁店的大规模的哄抢及骚乱。
2019年1月法国杯1/16比赛中，临时出场的莫阿塔兹·藏泽米穿上一件未印有姓名的Intermarché赞助球衣上场，内马尔以为“Intermarché”是莫阿塔兹的真实姓名并以其称之，后被证实其为谣言。